# Masanori Kizawa
Masanori Kizawa (木澤 正徳 Kizawa Masanori?), född 2 juni 1969 i Ibaraki prefektur, är en japansk före detta fotbollsspelare.
Kizawa började sin karriär 1988 i Furukawa Electric (JEF United Ichihara). Efter JEF United Ichihara spelade han för Cerezo Osaka, Albirex Niigata och Mito HollyHock. Han avslutade karriären 2004.